# جان فرانکلین مارس
جان فرانکلین مارس (به انگلیسی: John Franklyn Mars) (زاده ۱۵ اکتبر ۱۹۳۵) بازرگان آمریکایی است، که در حال حاضر، مالک و رییس هیئت مدیره شرکت مارس اینکورپوریتد می‌باشد.
وی فرزند فارست مارس و نوه فرانک سی. مارس، بنیان‌گذار شرکت مارس اینکورپوریتد است. جان فرانکلین مارس در سال ۲۰۱۲ در فهرست ثروتمندترین افراد جهان که توسط مجله فوربز منتشر شد، با دارایی خالص ۲۰٫۱ میلیارد دلار، در رتبه ۳۰ قرار گرفت.